# Basílica del Santuario Nacional de la Inmaculada Concepción
La Basílica del Santuario Nacional de la Inmaculada Concepción es una basílica católica situada en el Distrito de Columbia (Estados Unidos). Más concretamente, en el campus de la Universidad Católica de América. Pertenece a la Arquidiócesis de Washington.
Está dedicada a la Virgen María, como Nuestra Señora de la Inmaculada Concepción, Patrona de los Estados Unidos.
Es la iglesia más grande de Estados Unidos, ocupando el octavo lugar en tamaño a nivel mundial, y es visitada anualmente por millones de peregrinos. La Basílica consta de dos iglesias (superior y cripta), y sus jardines.
El exterior de la basílica mide 140 m de largo, 73 m de ancho y 72 m de alto hasta la parte superior de la cruz en la cúpula. El área exterior de la basílica es de 10 234 m2. El diámetro de la cúpula principal (la Trinity Dome) de la basílica es sólo 2,1 m menor que la de la cúpula del Capitolio de los Estados Unidos. El área interior de la basílica es de 7097 m2 para el nivel superior y la gran iglesia superior, y de 12 069 m2 para el nivel inferior y la iglesia de la cripta, para un total de 19 166 m2.
En ella se encuentra expuesta la última tiara utilizada por un papa, la de Pablo VI, cuyo uso abandonó en 1963.
El interior de la gran iglesia superior puede acomodar a más de 6000 fieles. 
La cripta de la iglesia puede dar cómodamente asiento a más de 400 personas. 
La Basílica con su serie de capillas de diferentes advocaciones mundiales a la Virgen María es un lugar de unión de las comunidades de diferentes países en Estados Unidos de América.

## Historia
Se comenzó a construir en 1920, y se inauguró en 1959. Todo comenzó cuando, en 1792, el obispo de Baltimore, John Carroll, consagró a la recién nacida nación de los Estados Unidos a la protección de la Inmaculada Concepción. En 1847, el Papa Pío IX formalizó dicho patronazgo. A partir de entonces fue formándose la idea de la creación de un templo dedicado a la Patrona nacional. 
Thomas Joseph Shahan, cuarto rector de la Universidad Católica de América, propuso su construcción en la capital de la nación al Papa Pío X el 15 de agosto de 1913, recibiendo su apoyo y la primera donación de fondos. A su regreso a Estados Unidos, convenció al Consejo de Administración de la Universidad Católica de América para que donasen el terreno, en la esquina suroccidental del campus. En enero de 1914 publicó el primer ejemplar de Salve Regina, un boletín dedicado a la promoción del proyecto. Las donaciones de fondos comenzaron a llegar, en 1919 ya se eligieron los proyecctos arquitectónicos de la empresa Maginnis & Walsh, poniéndose la primera piedra de la obra el 23 de septiembre de 1920. El 20 de noviembre de 1959 se celebró la primera misa en la consagración de la parte superior de la basílica, pero actualmente no se puede considerar totalmente finalizada, ya que todavía se realizan trabajos menores en algunos mosaicos.

## Galería

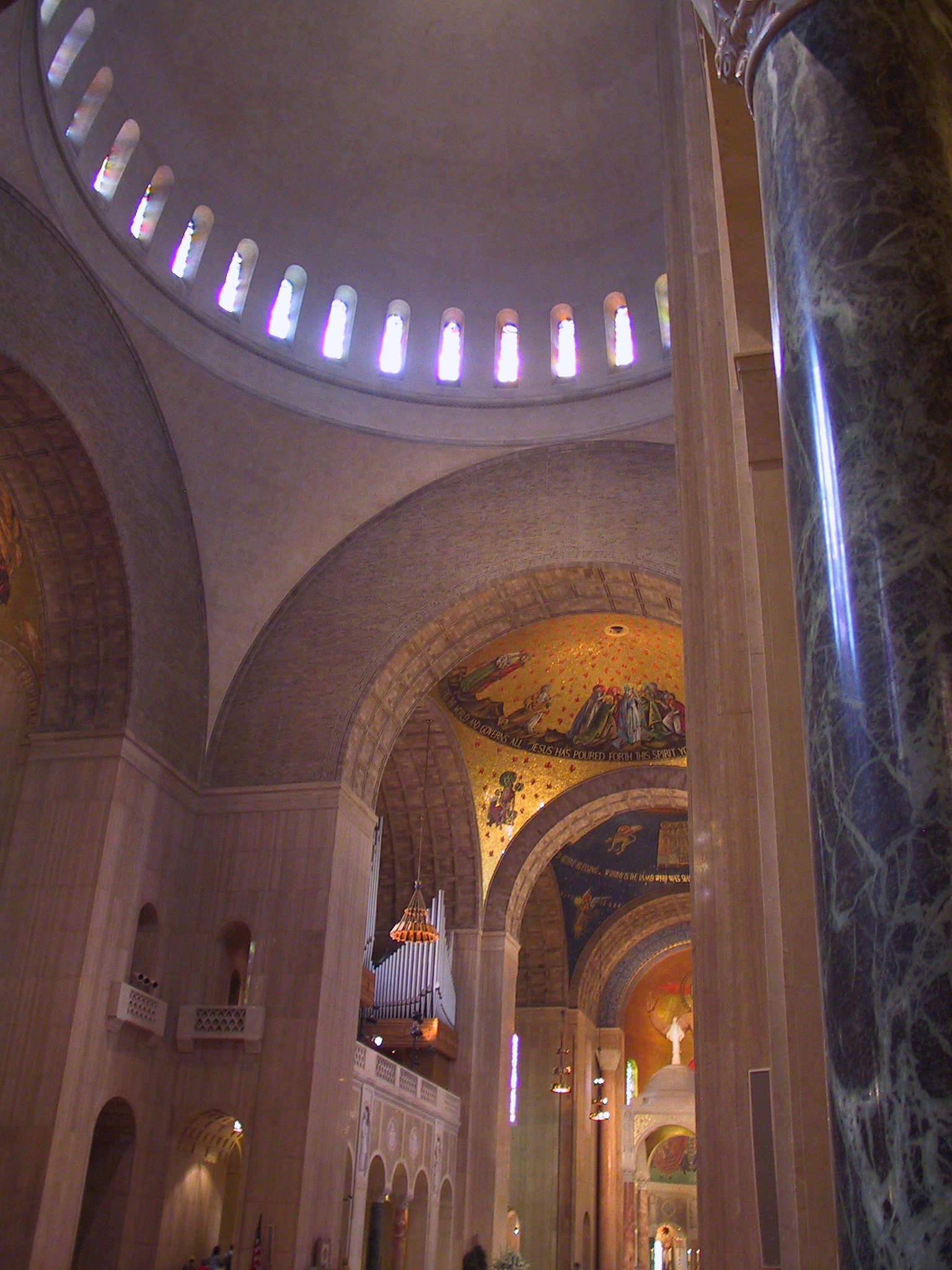
Interior de la basílica
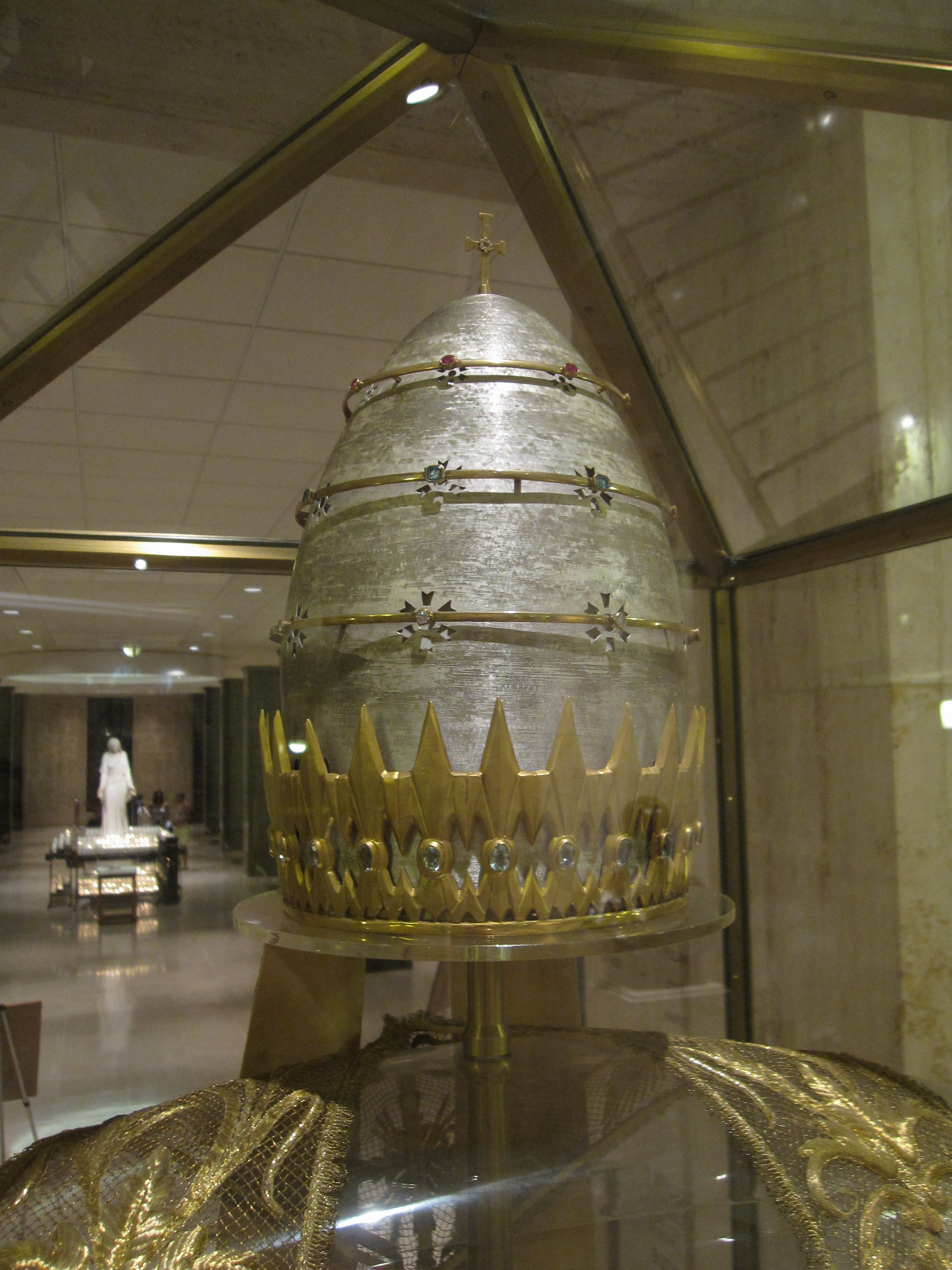
Tiara de Pablo VI